# Liste der Kulturdenkmäler in Christerode
Die folgende Liste enthält die in der Denkmaltopographie ausgewiesenen Kulturdenkmäler auf dem Gebiet des Ortsteils Christerode der  Stadt Neukirchen, Schwalm-Eder-Kreis, Hessen.
Hinweis: Die Reihenfolge der Denkmäler in dieser Liste orientiert sich an der Anschrift, alternativ ist sie auch nach der Bezeichnung oder der Bauzeit sortierbar.
Kulturdenkmäler werden fortlaufend im Denkmalverzeichnis des Landes Hessen durch das Landesamt für Denkmalpflege Hessen auf Basis des Hessischen Denkmalschutzgesetzes (HDSchG) geführt. Die Schutzwürdigkeit eines Kulturdenkmals hängt nicht von der Eintragung in das Denkmalverzeichnis des Landes Hessen oder der Veröffentlichung in der Denkmaltopographie ab.

| Bild                      | Bezeichnung                     | Lage                                         | Beschreibung | Bauzeit                            | Daten |
| ------------------------- | ------------------------------- | -------------------------------------------- | --- | ---------------------------------- | ----- |
| Bild gesucht BW           | Gesamtanlage Christerode        | Lage                                         | |                                    |       |
| Bild gesucht BW           | Ehemalige Schule                | Am Geritzbach 2 LageFlur: 2, Flurstück: 9    | Abbruch im April 2018 | um 1800                            |       |
| Evangelische Filialkirche | Evangelische Filialkirche       | Burgbergstraße 6 LageFlur: 1, Flurstück: 6   | Saalbau mit sechseckigem Dachreiter. Aus dem Mittelalter stammt der Westteil, der Ostteil wurde im 18. Jahrhundert gebaut. Das Portal ist mit 1750 bezeichnet und ein Fenster der Südseite mit 1798. Ländliche klassizistische Orgel 1912 von dem Weißenbörner Orgelbauer Peter Battenberg erbaut und im Jahr 2001 restauriert. | 18. Jahrhundert                    |       |
| Bild gesucht BW           | Hofanlage Ortsstraße 16         | Ortsstraße 16 LageFlur: 2, Flurstück: 43     | | 1806                               |       |
| Bild gesucht BW           | Fachwerkhaus Ortsstraße 19      | Ortsstraße 19 LageFlur: 1, Flurstück: 45     | abgerissen | Frühes 18. Jahrhundert             |       |
| Bild gesucht BW           | Ernhaus Ortsstraße 20           | Ortsstraße 20 LageFlur: 2, Flurstück: 46     | | Zweite Hälfte des 18. Jahrhunderts |       |
| Bild gesucht BW           | Erntennenhaus Ortsstraße 22     | Ortsstraße 22 LageFlur: 1, Flurstück: 41     | | Zweite Hälfte des 18. Jahrhunderts |       |
| Bild gesucht BW           | Erntennenhaus Ortsstraße 25     | Ortsstraße 25 LageFlur: 1, Flurstück: 42/2   | | Zweite Hälfte des 18. Jahrhunderts |       |
| Bild gesucht BW           | Erntennenhaus Ortsstraße 31     | Ortsstraße 31 LageFlur: 1, Flurstück: 96/1   | | Spätes 18. Jahrhundert             |       |
| Bild gesucht BW           | Erntennenhaus Schornhofstraße 3 | Schornhofstraße 3 LageFlur: 2, Flurstück: 10 | | um 1800                            |       |